# Leucochrysa forciformis
Leucochrysa forciformis är en insektsart som beskrevs av De Freitas och Penny 2001. Leucochrysa forciformis ingår i släktet Leucochrysa och familjen guldögonsländor. Inga underarter finns listade i Catalogue of Life.